# Sealed with a Kiss
Sealed with a Kiss ist ein Popsong, der von Peter Udell und Gary Geld geschrieben und erstmals 1960 veröffentlicht wurde. Insbesondere die Versionen von Brian Hyland 1962 und Jason Donovan 1989 wurden zu internationalen Charterfolgen, insgesamt wurde das Lied von mehreren Dutzend Künstlern professionell aufgenommen. 

## Geschichte
Das Stück wurde zunächst 1960 von The Four Voices aufgenommen und als Single veröffentlicht. Diese erste Version wurde kaum bekannt. 
Zwei Jahre später brachte der Sänger Brian Hyland, der bereits vorher Material von Udell und Geld verwendet hatte, Sealed with a Kiss erneut als Single heraus. Er gelangte damit sowohl in den Billboard Hot 100 als auch in den UK Top 40 auf den dritten Rang. Bereits 1962 gab es eine Reihe von Coverversionen in anderen Sprachen, darunter eine deutsche von Hyland selbst. 
Eine Coverversion von Gary Lewis & the Playboys erreichte 1968 Platz 19 in den US-Charts, ebenfalls bis Platz 19 kam im Jahr 1972 eine Version von Bobby Vinton. 1975 erreichte Hyland mit einer Neuveröffentlichung in Großbritannien den sechsten Platz.
1989 gelang es dem aus der Seifenoper Nachbarn bekannten Darsteller Jason Donovan, mit seiner Interpretation von Sealed with a Kiss für zwei Wochen die Spitze der UK-Singles-Charts zu halten und auch in Belgien Platz 1 zu erreichen. Er verwendete den Titel im selben Jahr für sein Debütalbum Ten Good Reasons. 2008 nahm er das Lied noch einmal für sein Album Let It Be Me auf.

## Inhalt
Der Sänger beklagt die Trennung von seiner Liebsten und malt sich die bevorstehende Tristesse aus, die einen Sommer lang dauern und erst im September enden wird. Er verspricht, ihr seine Liebe täglich in Form eines Briefes zu übermitteln, versiegelt mit einem Kuss.

## Coverversionen
2006 kam ein Sammelalbum mit 15 Versionen heraus, das per Download vertrieben wird. 2009 erschien Sealed With A Kiss - The Album Of One Song mit 22 Versionen des Liedes, von denen neun bereits auf der vorigen Sammlung enthalten sind.
- 1960 - The Four Voices
- 1962 - Brian Hyland
- 1962 - Brian Hyland - Schön war die Zeit
- 1962 - The Telstars
- 1962 - Shelley Fabares (Album: The Things We Did Last Summer)
- 1962 - Nancy Holloway - Derniers baisers (französischer Text: Pierre Saka)
- 1962 - Eino Grön - Suudelmin Suljetut Kirjeet
- 1963 - Jimmy Griffin
- 1963 - Les Chats Sauvages avec Mike Shannon - Derniers baisers
- 1963 - Orlando - Derniers baisers
- 1963 - Bijele Strijele - Rastanak, jugoslawische Version
- 1964 - Bobby Vee
- 1964 - Rocking Stars
- 1965 - The Lettermen
- 1967 - The Ventures
- 1968 - Gary Lewis & the Playboys
- 1969 - Trio Esperança - Selado com un beijo
- 1969 - Gabor Szabo

- 1971 - Danny (Ilkka Johannes Lipsanen) - Suudelmin Suljetut Kirjeet
- 1972 - Kai Hyttinen - Suudelmin Suljetut Kirjeet
- 1972 - Grethe Ingmann - Sagt med et kys, dänische Version
- 1972 - Bobby Vinton (Album: Sealed with a Kiss)
- 1973 - Daliah Lavi
- 1973 - Albert West
- 1973 - Charly Marks - Schön war die Zeit
- 1973 - Bolland & Bolland auch bekannt als Bolland - Einen Kuß als Pfand
- 1974 - Glitter Band
- 1974 - Paper Lace
- 1975 - Reijo Taipale - Suudelmin Suljetut Kirjeet
- 1977 - Kari Lehtonen - Suudelmin Suljetut Kirjeet
- 1977 - Tapani Kansa - Suudelmin Suljetut Kirjeet
- 1977 - Drafi & Silvie (Drafi = Drafi Deutscher)
- 1978 - Jim Capaldi

- 1986 - C. Jérôme - Dernier baisers
- 1987 - The Spotnicks, Gitarrenversion
- 1989 - Jason Donovan

- 1990 - The Shadows
- 1991 - The Flying Pickets
- 1994 - Mario Lan - Ik kan niet zonder jou, flämische Version
- 1995 - Modernity
- 1997 - The Jailbirds
- 1998 - Sweet Soft & Crazy
- 1999 - Frankie Avalon (Album: Good Guys)

- 2002 - Franco Battiato - Sigillata con un bacio (Album: Fleurs 3, ausschließlich Cover-Versionen)
- 2002 - Dana Winner
- 2003 - Dana Winner - Einen Sommer lang
- 2004 - Agnetha Fältskog (ex-ABBA, Album: My Colouring Book)
- 2006 - Peter Kraus
- 2006 - Laurent Voulzy - Derniers baisers  (Album: La Septieme Vague, ausschließlich Cover-Versionen)
- 2006 - Gilbert - Derniers baisers (Album: Selecao De Ouro)
- 2007 - Kingston Kitchen - (Album: Today’s Special)
- 2009 - Chris de Burgh (Album: Footsteps)
- 2011 - Roterfeld (Album: Blood Diamond Romance)

Wenn nicht anders angegeben, ist der Text englisch.

## Verwendung als Zitat
- 1992 - Grant & Forsyth (Dominic Grant und Julie Forsyth, beide bekannt als Mitglieder der Guys n' Dolls) nahmen Sealed With a Kiss als Teil des Medleys You're So Vein/ Sealed With A Kiss/ To Be With You/ When I Need You auf, das auf dem Album Country Love Songs Vol. 3 (1992) enthalten ist.